# Stanislav Zimic
Stanislav Zimic (Deskle, 4 de mayo de 1930 - Austin, Texas, 25 de agosto de 2013) fue un hispanista y cervantista esloveno.

## Biografía
Estudió lenguas románicas en la Universidad de Ljubljana (1950-1955) y se diplomó en lengua italiana. Estudió entonces las obras de Alberto Moravia. En la Universidad de Miami en Coral Gables, Florida, adquirió una maestría en lengua y literatura española y francesa (1956-1958). Estudió entonces la obra existencialista de Albert Camus y André Malraux y el teatro de Jacinto Grau. Enseñó en la Universidad de Duke (1958-1960) y se doctoró en románicas en 1964 con la tesis Cervantes lector de Alonso Núñez de Reinoso y Aquiles Tacio. Durante cincuenta años ha sido profesor de la Universidad de Texas en Austin. Ha escrito más de ochenta artículos y veintiuna monografías además de una docena de libros y cuatro traducciones.
Ha investigado autores como Bartolomé de Torres Naharro, Juan de la Encina, Gil Vicente, Garcilaso de la Vega y el Lazarillo de Tormes y consagró sus últimos años al estudio de la obra de Miguel de Cervantes. 

## Obras
- El pensamiento humanístico y satírico de Torres Naharro. Santander: Sociedad Menéndez Pelayo, 1977; 2.ª e. 1978.
- Juan del Encina: Teatro y poesía. Madrid: Taurus, 1986.
- Las Eglogas de Garcilaso: Ensayos de interpretación. Santander: Sociedad Menéndez Pelayo, 1988.
- El teatro de Cervantes. Madrid: Castalia, 1993.
- Las Novelas ejemplares de Cervantes. Madrid: siglo XXI, 1996.
- Los cuentos y las novelas del Quijote. Madrid: Iberoamericana, 1998.
- Apuntes sobre la estructura satírica del Lazarillo. Madrid: Iberoamericana, 2000.
- Ensayos y notas sobre el teatro de Gil Vicente. Madrid: Iberoamericana, 2003.
- Los cuentos y las novelas del Quijote. Madrid: Iberoamericana, 2003, 2.ª ed.
- Cuentos y episodios del "Persiles": De la Isla Barbara a una apoteosis del amor humano. Editorial Mirabel, 2006.
- De esto y aquello en las obras de Cervantes.

- Datos: Q9079589